# Gargallans
Gargallans és una partida rural del terme municipal de Conca de Dalt, a l'antic terme de Toralla i Serradell, al Pallars Jussà, en territori que havia estat del poble de Torallola.
Està situada al vessant nord-est de la Serra de Ramonic, al sud de la Costa del Toll i de la partida de la Borda del Rei, a ponent de Sentinó i al nord de lo Tossal.